# 洪州白露
洪州白露，又称西山白露，是中国江西生产的一种绿茶。洪州白露以产地（唐时洪州，今南昌市）与采摘于时节而得名，为唐代名茶，李肇《国史补》专门提到。之后历代，洪州白露亦得到过茶论家的高度关注，如明代宁王朱权，他在著作《茶谱》中将其称为“绝品”。洪州白露产区在南昌市湾里区的西山。